# Étinehem
Étinehem foi uma comuna francesa na região administrativa de Altos da França, no departamento de Somme. Estendia-se por uma área de 11,08 km². Em 2010 a comuna tinha 603 habitantes (densidade: 54,4 hab./km²).
Em 1 de janeiro de 2017, passou a formar parte da nova comuna de Étinehem-Méricourt.